# UTC+10:30
UTC+10:30 is de tijdzone voor:
Standaardtijd

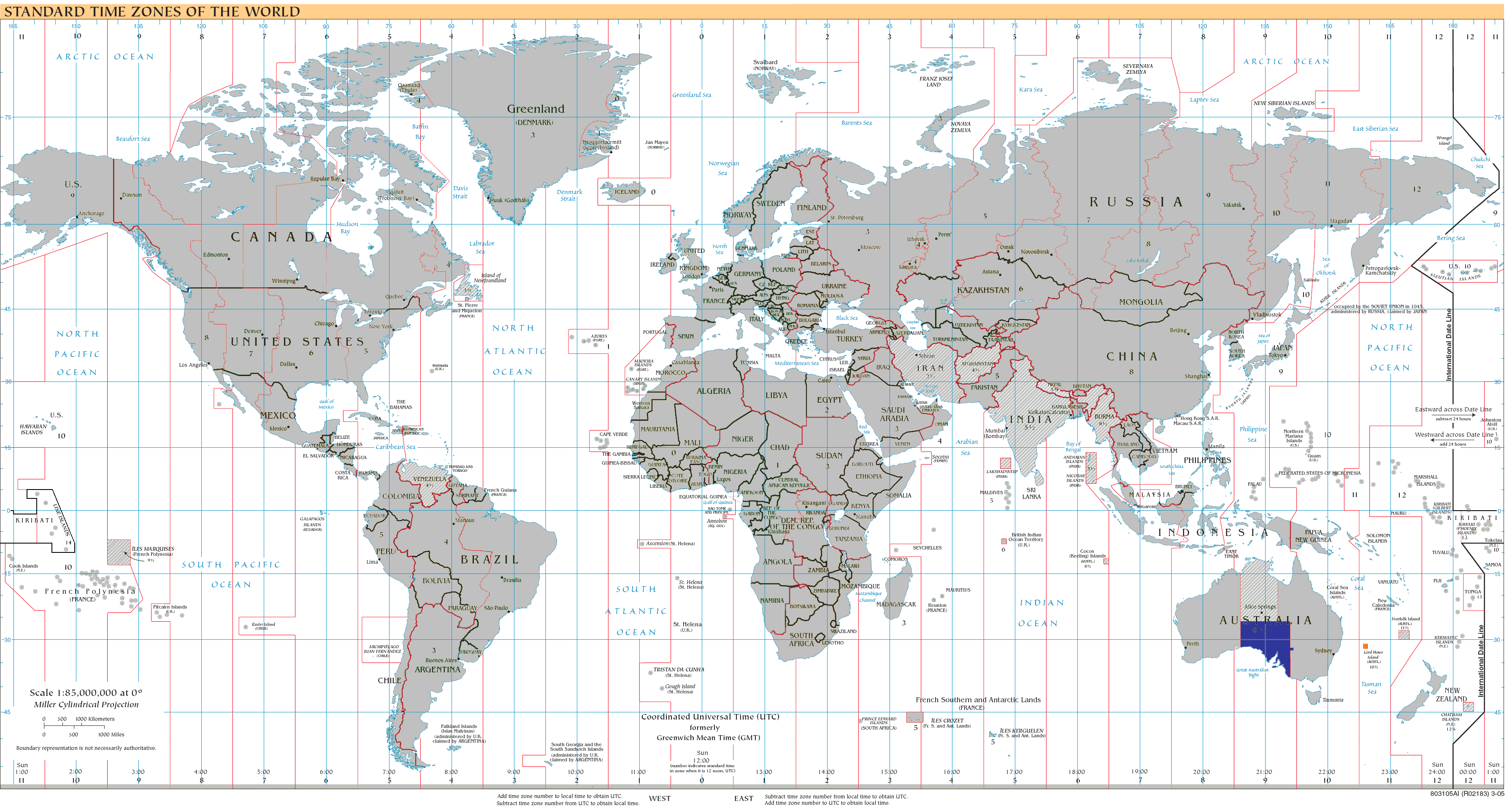
zomertijd

- Lord Howe-eiland, New South Wales (zomertijd: UTC+11)

Zomertijd
- Australian Central Daylight Time (ACDT) in Australië (standaardtijd: UTC+9:30)
  - Broken Hill en Yancowinna County (New South Wales)
  - Zuid-Australië